# 밀양 소태리 오층석탑
밀양 소태리 오층석탑(密陽 小台里 五層石塔)은 대한민국 경상남도 밀양시에 있는 고려시대의 탑이다. 1963년 1월 21일 대한민국의 보물 제312호로 지정되었다.

## 개요
이 석탑이 세워졌던 절은 조선 숙종 때 폐사되었다고 하며, 절 이름도 확실한 근거가 없어 천주사(天柱寺)·죽암사(竹巖寺) 등으로 전해지고 있다. 단층의 기단 위에 5층의 탑신을 올린 형태로, 기단(基亶) 구성의 형식이 독특하고 탑신(塔身)에서도 특색이 있는 모습을 보이고 있다.
기단은 1단이면서도 4장의 긴 돌로 구성되었으며, 각 면에는 안상(眼象)을 2구씩 새겼다. 윗면 중앙에는 별도의 돌을 얹어 탑신 괴임을 3단으로 조성하였는데, 그 윗면이 지붕돌처럼 경사져 있다.
탑신은 1층 몸돌을 제외하고는 몸돌·지붕돌이 각각 하나의 돌로 이루어져 있다. 1층 몸돌은 각 모서리에 두툼한 기둥 모양을 새겼으며, 높이가 매우 높다. 이에 비해 2층 이상의 몸돌은 높이도 크게 줄고 기둥조각도 훨씬 좁아졌다.
지붕돌은 처마끝이 위로 들린 정도가 경쾌하고 밑면에는 3단의 받침을 두었다. 네 귀퉁이에는 독특하게도 작은 연꽃무늬 조각이 있으며 그 가운데에는 방울장식을 달았던 듯한 큼직한 구멍이 있다. 탑의 머리에는 장식을 받치는 노반(露盤)과 철로 만든 기둥의 한 끝만이 남아 있다.
1919년 탑머리에서 고려 예종 4년(1109)이라 기록되어 있는 「당탑조성기」가 발견된 바 있어 탑의 조성연대를 알 수 있다.

## 같이 보기
- 오층석탑